# Campionato europeo delle nazioni 2004-2006 (rugby a 15)
Il Campionato europeo delle nazioni 2004-06 (in francese Championnat d'Europe des nations 2004-06) fu la 5ª edizione del campionato europeo delle nazioni, la 40ª edizione del torneo internazionale organizzato dalla FIRA ‒ Associazione Europea di Rugby e, relativamente alla sua prima divisione, il 36º campionato europeo di rugby a 15.
Si tenne dal 20 novembre 2004 al 10 giugno 2006 tra 6 squadre che si affrontarono con la formula del girone unico con gare di sola andata.
Il torneo servì come base per la qualificazione della zona europea alla Coppa del Mondo 2007; in particolare, le tre divisioni (la seconda e la terza furono annuali, la prima biennale) funsero da vari turni progressivi di qualificazione.
Il primo incontro della terza divisione 2004-05 del campionato si tenne il 4 settembre 2004 ad Andorra la Vella e coincise anche con l'inizio delle qualificazioni europee alla Coppa del Mondo; si tenne tra la squadra di casa di Andorra e la Norvegia e fu diretto dall'arbitro sudafricano André Watson, ufficiale di gara della finale del campionato 2003 tra Inghilterra e Australia; ritiratosi dopo la Coppa del Mondo di rugby 2003, fu richiamato per tale incontro internazionale, il suo ultimo.
Il torneo di 1ª divisione fu vinto dalla Romania; quello di 2ª dalla Spagna, che prese il posto della retrocessa Ucraina.
La citata Romania, insieme a Georgia e Portogallo, furono ammessi all'ultimo turno della zona europea di qualificazione alla Coppa del Mondo 2007; Russia e Rep. Ceca passarono al penultimo turno della stessa zona di qualificazione, insieme alla retrocessa Ucraina.

## Squadre partecipanti
Situazione all'inizio della stagione 2004-05.
| 1ª divisione | Divisione 2.A | Divisione 2.B | Divisione 2.C | Divisione 2.D       | Divisione 3.A | Divisione 3.B | Divisione 3.C        | Divisione 3.D |
| ------------ | ------------- | ------------- | ------------- | ------------------- | ------------- | ------------- | -------------------- | ------------- |
| Georgia      | Andorra       | Austria       | Belgio        | Bulgaria            |               | Armenia       | Azerbaigian          | Finlandia     |
| Portogallo   | Croazia       | Danimarca     | Lettonia      | Malta               |               |               | Bosnia ed Erzegovina | Grecia        |
| Rep. Ceca    | Slovenia      | Germania      | Lituania      | Polonia             |               |               | Israele              |               |
| Romania      | Spagna        | Lussemburgo   | Paesi Bassi   | Serbia e Montenegro |               |               | Norvegia             |               |
| Russia       | Ungheria      | Moldavia      | Svezia        | Svizzera            |               |               |                      |               |
| Ucraina      |               |               |               |                     |               |               |                      |               |

## 1ª divisione
| Arbitro: | Franck Maciello |

|                    |      |                                                |
| Kazancev J. Rečnëv | mt   | Khamashuridze Machkhaneli Shvelidze Zibzibadze |
| Kazancev           | tr   | Kiknadze Urjukashvili                          |
| Kazancev           | c.p. |                                                |
|                    | drop | Barkalaia                                      |

| Arbitro: | Stefano Mancini |

|              |      |                                    |
|              | mt   | A. Cunha (2) S. Cunha Sousa V. Uva |
|              | tr   | Tomé (2)                           |
| Stortčak (2) | c.p. | Tomé (3)                           |

| Arbitro: | Jean-Christophe Gastou |

|           |      |                                         |
| Kubálek   | mt   | Bălan (2) Dimofte Maftei Tudori tecnica |
|           | tr   | Dumbravă Maftei (3)                     |
| Kafka (3) | c.p. |                                         |

| Arbitro: | Carlo Damasco |

|                |      |                  |
| Ferreira Sousa | mt   | Shvelidze        |
| Malheiro       | tr   |                  |
| Malheiro       | c.p. | Urjukashvili (2) |
| Tomé           | drop | Kiknadze         |

| Arbitro: | Didier Mené |

|                                      |      |          |
| Mavrodin Săuan Teodorescu (2) Toniţa | mt   | Uskov    |
| Dumbravă                             | tr   | Sugrobov |
| Dumbravă Tofan                       | c.p. | Sugrobov |

| Arbitro: | Johnny Meersman |

|                           |      |                  |
| Carvalho Malheiro tecnica | mt   | Rohlík Schlanger |
|                           | tr   | Leal Malheiro    |
|                           | c.p. | Kafka            |

| Arbitro: | Hervé Dubes |

|                                                                                                  |    |  |
| Giorgadze Gorgodze Gugava Katsadze Kiknadze Maisuradze Urushadze (2) Zibzibadze (2) Zirakashvili | mt |  |
| Barkalaia (2) Kiknadze (3)                                                                       | tr |  |

| Arbitro: | Giulio de Santis |

|                    |      |           |
| Labadze Zibzibadze | mt   | Socol     |
| J̌imsheladze (2)    | tr   | Tofan     |
| J̌imsheladze (2)    | c.p. | Tofan (2) |

| Arbitro: | Jean-Pierre Pellaprat |

|                                 |      |          |
| Jágr (2) Kafka Syrový Vondrášek | mt   | Melnykov |
| Kafka (4)                       | tr   |          |
| Kafka (3)                       | c.p. |          |

| Arbitro: | Gérard Borreani |

|                                                                                                  |    |  |
| Bălan Brezoianu Curea Dumbravă Ghioc (2) Ion Mersoiu Săuan Teodorescu Țincu (2) Tofan (2) Tudori | mt |  |
| Curea Dumbravă (8) Tofan (2)                                                                     | tr |  |

| Arbitro: | Bernd Gabbei |

|           |      |          |
| Rapant    | mt   | Uskov    |
|           | tr   | Kasancev |
| Kafka (2) | c.p. |          |

| Arbitro: | Daniel Dartigeas |

|          |      |              |
| Kazancev | mt   | Spachuk      |
| Kazancev | tr   | Malheiro     |
| Kasancev | c.p. | Malheiro (2) |

| Mosca 11 giugno 2005 | Russia      | 72 – 0 referto | Ucraina | Stadio Sparta\| Arbitro: \| Séan Mallon \| |
| Arbitro:             | Séan Mallon |                |         |                                            |

| Arbitro: | Stefano Mancini |

|                   |      |        |
| Teodorescu Toniţa | mt   | J. Uva |
| Dumbravă (2)      | tr   | Leal   |
|                   | c.p. | Leal   |

| Arbitro: | Maurizio Vancini |

|                                                                                                   |      |           |
| A. Giorgadze Gorgodze (3) Kvirikashvili Machkhaneli Udessiani Urushadze Zedginidze Zibzibadze (2) | mt   | Vondrášek |
| Urjukashvili (7)                                                                                  | tr   | Kafka     |
| Urjukashvili (2)                                                                                  | c.p. | Kafka     |

| Arbitro: | Hervé Dubes |

|            |      |                                    |
| Zadvirnyj  | mt   | Jursik Kafka (2) Rohlík Vokrouhlík |
|            | tr   | Kafka (3)                          |
|            | c.p. | Kafka (6)                          |
| Monastyrov | drop | Kafka                              |

| Arbitro: | Jean-Pierre Pellaprat |

|                                                                   |      |              |
| Garbuzov K. Kušnarëv J. Kušnarëv Kuzin Novikov Priščepenko Vojtov | mt   | Buryanek (2) |
| J. Kušnarëv Novikov (3)                                           | tr   | Kafka        |
| J. Kušnarëv Novikov (2)                                           | c.p. |              |

| Arbitro: | Jean-Pierre Matheu |

|                                                                |      |             |
| A. Giorgadze J̌imsheladze Machkhaneli Samkharadze Udessiani (2) | mt   | Šukajlov    |
| Sokhadze Urjukashvili (4)                                      | tr   | Novikov     |
| Urjukashvili (2)                                               | c.p. | Novikov (4) |

| Arbitro: | Tim Hayes |

|                            |      |             |
| Dumbravă Mitu Socol Toniţa | mt   | Maisuradze  |
| Mitu (2) Tofan             | tr   | J̌imsheladze |
| Mitu (3)                   | c.p. | J̌imsheladze |

| Arbitro: | Tim Beddow |

|          |      |             |
| Aguilar  | mt   | Trišin      |
| Grenho   | tr   | Novikov     |
| Leal (4) | c.p. | Novikov (4) |

| Arbitro: | Stefano Mancini |

|        |      |                                                              |
|        | mt   | Brezoianu (2) Corodeanu (2) Dimofte Fercu Popescu Teodorescu |
|        | tr   | Calafeteanu (2) Tofan (3)                                    |
| Tomčík | c.p. |                                                              |

| Arbitro: | Franck Maciello |

|                                                  |      |  |
| Datunashvili Gorgodze Machkhaneli (2) Zedginidze | mt   |  |
| Urjukashvili (3)                                 | tr   |  |
| Urjukashvili (3)                                 | c.p. |  |

| Arbitro: | Peter Fitzgibbon |

|       |      |                                   |
|       | mt   | Dimofte Manta Teodorescu Toderaşc |
|       | tr   | Dumbravă (2)                      |
| Pinto | c.p. | Dumbravă                          |

| Arbitro: | Maurizio Vancini |

|            |      |                                         |
|            | mt   | Datunashvili Maisuradze Shkinin tecnica |
|            | tr   | J̌imsheladze (3)                         |
| Ljubyj (4) | c.p. | J̌imsheladze (2)                         |

| Arbitro: | Paolo Ventura |

|                                                     |    |                      |
| Coutinho d'Orey Mota Pinto Portela Sousa V. Uva (2) | mt | Capenko R. Cerkovnyj |
| Malheiro (4) Pinto (2)                              | tr | Ljubyj               |

| Arbitro: | Giulio de Santis |

|                    |      |                 |
| Macháček Vondrášek | mt   | Coutinho V. Uva |
|                    | tr   | Malheiro        |
|                    | c.p. | Malheiro (2)    |

| Arbitro: | Graeme Hannah |

|                   |    |                                                                           |
| Monastyrov Umarov | mt | Garbuzov Gvozdovskij Chrochin Kuzin Priščepenko Šakirov (2) Trišin Vojtov |
| Ljubyj            | tr | Ključnikov (2) Novikov (3)                                                |

| Arbitro: | Mauro Dordolo |

|  |    |                                                               |
|  | mt | Dumitraş Fercu (2) Gontineac Popescu (3) Sîrbu Teodorescu (2) |
|  | tr | Dumitraş (2) Vlaicu (2)                                       |

| Arbitro: | Hervé Dubes |

|                             |      |                       |
| Gračëv Ignat'ev Priščepenko | mt   | Brezoianu (2)         |
| Novikov (2)                 | tr   | Dumitraş              |
| Novikov                     | c.p. | Dumitraş Dumbravă (3) |

| Arbitro: | Colin Stanley |

|        |      |                                |
|        | mt   | I. Giorgadze Gorgodze (2)      |
|        | tr   | Elizbarashvili J̌imsheladze (2) |
| Tomčík | c.p. |                                |
|        | drop | I. Giorgadze                   |

### Classifica
| Pos | Squadra    | G  | V | N | P  | PF  | PS  | DP   | Pt |
| --- | ---------- | -- | - | - | -- | --- | --- | ---- | -- |
| 1   | Romania    | 10 | 8 | 0 | 2  | 389 | 94  | +295 | 26 |
| 2   | Georgia    | 10 | 8 | 0 | 2  | 353 | 125 | +228 | 26 |
| 3   | Portogallo | 10 | 6 | 1 | 3  | 193 | 183 | +10  | 23 |
| 4   | Russia     | 10 | 4 | 1 | 5  | 290 | 202 | +88  | 19 |
| 5   | Rep. Ceca  | 10 | 3 | 0 | 7  | 164 | 306 | −142 | 16 |
| 6   | Ucraina    | 10 | 0 | 0 | 10 | 77  | 556 | −479 | 10 |

## 3ª divisione 2004-05
La terza divisione 2004-05 corrispose al primo turno delle qualificazioni europee alla Coppa del Mondo 2007.
Si svolsero con gare a eliminazione diretta tra 8 squadre, 4 delle quali furono promosse alla seconda divisione 2005-06 e 4 assegnate alla terza divisione della stessa stagione.
Andorra, Austria, Bulgaria e Lituania furono ammesse alla 2ª divisione 2004-05, mentre Bosnia ed Erzegovina, Finlandia, Israele e Norvegia furono riassegnate alla 3ª divisione 2005-06.
|  | Accoppiamenti        |                      |    |    |     |  |
|  |                      |                      |    |    |     |  |
|  | Andorra              | Andorra              | 76 | 23 | 99  |  |
|  | Norvegia             | Norvegia             | 3  | 9  | 12  |  |
|  | Finlandia            | Finlandia            | 3  | 3  | 6   |  |
|  | Bulgaria             | Bulgaria             | 42 | 50 | 92  |  |
|  | Bosnia ed Erzegovina | Bosnia ed Erzegovina | 10 | 7  | 17  |  |
|  | Austria              | Austria              | 29 | 12 | 41  |  |
|  | Israele              | Israele              | 0  | 7  | 7   |  |
|  | Lituania             | Lituania             | 53 | 60 | 113 |  |

| Andorra la Vella 4 settembre 2004, ore 15 CEST | Andorra      | 76 – 3 | Norvegia | Casal de l'Esport (500 spett.)\| Arbitro: \| André Watson \| |
| Arbitro:                                       | André Watson |        |          |                                                              |

| Helsinki 18 settembre 2004 | Finlandia  | 3 – 42 | Bulgaria | \| Arbitro: \| Gustafsson \| |
| Arbitro:                   | Gustafsson |        |          |                              |

| Bergen 18 settembre 2004, ore 14 CEST | Norvegia  | 9 – 23 | Andorra | \| Arbitro: \| Jørgensen \| |
| Arbitro:                              | Jørgensen |        |         |                             |

| Zenica 25 settembre 2004, ore 16 CEST | Bosnia ed Erzegovina | 10 – 29 | Austria | \| Arbitro: \| Bernd Gabbei \| |
| Arbitro:                              | Bernd Gabbei         |         |         |                                |

| Vienna 16 ottobre 2004, ore 18:30 CEST | Austria         | 12 – 7 | Bosnia ed Erzegovina | Hohe Warte Stadion\| Arbitro: \| Johnny Meersman \| |
| Arbitro:                               | Johnny Meersman |        |                      |                                                     |

| Ra'anana 16 ottobre 2004, ore 18:30 IST | Israele         | 0 – 53 | Lituania | \| Arbitro: \| David Changleng \| |
| Arbitro:                                | David Changleng |        |          |                                   |

| Vilnius 23 ottobre 2004, ore 14 EEST | Lituania   | 60 – 7 | Israele | \| Arbitro: \| Tomáš Tuma \| |
| Arbitro:                             | Tomáš Tuma |        |         |                              |

| Sofia 30 ottobre 2004 | Bulgaria      | 50 – 3 | Finlandia | \| Arbitro: \| Vasile Stancu \| |
| Arbitro:              | Vasile Stancu |        |           |                                 |

## 2ª divisione 2004-05
Germania, Polonia, Belgio, Spagna, Croazia, Paesi Bassi, Serbia e Montenegro, Moldavia, Andorra e Malta furono ammesse alla 2ª divisione 2005-06, mentre Danimarca e Svezia furono riassegnate alla 3ª divisione 2005-06.

### Girone A
| Data       | Incontro            | Risultato | Sede      |
| ---------- | ------------------- | --------- | --------- |
| 23-10-2004 | Ungheria ― Andorra  | 16-29     | Esztergom |
| 23-10-2004 | Croazia ― Slovenia  | 27-6      | Spalato   |
| 6-11-2004  | Slovenia ― Ungheria | 41-0      | Lubiana   |
| 21-11-2004 | Croazia ― Andorra   | 18-7      | Sisak     |
| 21-11-2004 | Spagna ― Ungheria   | 63-9      | Madrid    |
| 13-2-2005  | Andorra ― Spagna    | 14-36     | Andorra   |
| 27-3-2005  | Slovenia ― Spagna   | 6-76      | Lubiana   |
| 10-4-2005  | Spagna ― Croazia    | 26-26     | Siviglia  |
| 23-4-2005  | Ungheria ― Croazia  | 15-44     | Budapest  |
| 30-4-2005  | Andorra ― Slovenia  | 38-5      | Andorra   |

|  | Classifica | G | V | N | P | PF  | PS  | P±   | PT |
|  | ---------- | - | - | - | - | --- | --- | ---- | -- |
|  | Spagna     | 4 | 3 | 1 | 0 | 201 | 55  | +146 | 11 |
|  | Croazia    | 4 | 3 | 1 | 0 | 115 | 54  | +61  | 11 |
|  | Andorra    | 4 | 2 | 0 | 2 | 88  | 75  | +13  | 8  |
|  | Slovenia   | 4 | 1 | 0 | 3 | 58  | 141 | -83  | 6  |
|  | Ungheria   | 4 | 0 | 0 | 4 | 40  | 177 | -137 | 4  |

### Girone B
| Data       | Incontro                | Risultato | Sede       |
| ---------- | ----------------------- | --------- | ---------- |
| 30-10-2004 | Danimarca ― Moldavia    | 11-20     | Odense     |
| 13-11-2004 | Moldavia ― Germania     | 18-27     | Chișinău   |
| 13-11-2004 | Lussemburgo ― Danimarca | 5–6       | Cessange   |
| 27-11-2004 | Germania ― Lussemburgo  | 96–0      | Heidelberg |
| 2-4-2005   | Germania ― Danimarca    | 56–0      | Heidelberg |
| 9-4-2005   | Danimarca ― Austria     | 16–3      | Copenaghen |
| 16-4-2005  | Moldavia ― Lussemburgo  | 55–6      | Chișinău   |
| 23-4-2005  | Austria ― Germania      | 9–69      | Vienna     |
| 30-4-2005  | Austria ― Moldavia      | 19–7      | Vienna     |
| 7-5-2005   | Lussemburgo ― Austria   | 9–11      | Cessange   |

|  | Classifica  | G | V | N | P | PF  | PS  | P±   | PT |
|  | ----------- | - | - | - | - | --- | --- | ---- | -- |
|  | Germania    | 4 | 4 | 0 | 0 | 248 | 27  | +221 | 12 |
|  | Moldavia    | 4 | 2 | 0 | 2 | 110 | 63  | +47  | 8  |
|  | Danimarca   | 4 | 2 | 0 | 2 | 33  | 84  | -51  | 8  |
|  | Austria     | 4 | 2 | 0 | 2 | 42  | 111 | -66  | 8  |
|  | Lussemburgo | 4 | 0 | 0 | 4 | 20  | 168 | -148 | 4  |

### Girone C
| Data       | Incontro               | Risultato | Sede        |
| ---------- | ---------------------- | --------- | ----------- |
| 23-10-2004 | Lettonia ― Svezia      | 18–20     | Valmiera    |
| 30-10-2004 | Belgio ― Lettonia      | 23–16     | Boitsfort   |
| 31-10-2004 | Svezia ― Lituania      | 32–20     | Helsingborg |
| 9-4-2005   | Lituania ― Belgio      | 13–21     | Jurbarkas   |
| 16-4-2005  | Belgio ― Paesi Bassi   | 15–10     | Visé        |
| 23-4-2005  | Paesi Bassi ― Svezia   | 24–17     | Amsterdam   |
| 30-4-2005  | Svezia ― Belgio        | 7–36      | Stoccolma   |
| 30-4-2005  | Lettonia ― Lituania    | 19–12     | Riga        |
| 7-5-2005   | Paesi Bassi ― Lettonia | 48–10     | Amsterdam   |
| 14-5-2005  | Lituania ― Paesi Bassi | 11–51     | Klaipėda    |

|  | Classifica  | G | V | N | P | PF  | PS  | P±  | PT |
|  | ----------- | - | - | - | - | --- | --- | --- | -- |
|  | Belgio      | 4 | 4 | 0 | 0 | 95  | 46  | +49 | 12 |
|  | Paesi Bassi | 4 | 3 | 0 | 1 | 133 | 53  | +80 | 10 |
|  | Svezia      | 4 | 2 | 0 | 2 | 76  | 98  | -22 | 8  |
|  | Lettonia    | 4 | 1 | 0 | 3 | 63  | 103 | -40 | 6  |
|  | Lituania    | 4 | 0 | 0 | 4 | 56  | 123 | -67 | 4  |

### Girone D
| Data       | Incontro                       | Risultato | Sede     |
| ---------- | ------------------------------ | --------- | -------- |
| 2-10-2004  | Polonia ― Svizzera             | 20–15     | Gdynia   |
| 16-10-2004 | Svizzera ― Malta               | 8–17      | Avusy    |
| 6-11-2004  | Malta ― Polonia                | 13–38     | Marsa    |
| 13-11-2004 | Serbia e Montenegro ― Bulgaria | 33–10     | Belgrado |
| 12-3-2005  | Svizzera ― Bulgaria            | 43–3      | Ginevra  |
| 19-3-2005  | Serbia e Montenegro ― Svizzera | 11–11     | Belgrado |
| 9-4-2005   | Malta ― Serbia e Montenegro    | 17–24     | Marsa    |
| 16-4-2005  | Bulgaria ― Malta               | 15–23     | Sofia    |
| 23-4-2005  | Bulgaria ― Polonia             | 10–49     | Sofia    |
| 7-5-2005   | Polonia ― Serbia e Montenegro  | 18–11     | Łódź     |

|  | Classifica          | G | V | N | P | PF  | PS  | P±   | PT |
|  | ------------------- | - | - | - | - | --- | --- | ---- | -- |
|  | Polonia             | 4 | 4 | 0 | 0 | 125 | 49  | +76  | 12 |
|  | Serbia e Montenegro | 4 | 2 | 1 | 1 | 79  | 56  | +23  | 9  |
|  | Malta               | 4 | 2 | 0 | 2 | 70  | 85  | -15  | 8  |
|  | Svizzera            | 4 | 1 | 1 | 2 | 77  | 51  | +26  | 7  |
|  | Bulgaria            | 4 | 0 | 0 | 4 | 38  | 148 | -110 | 4  |

### Play off terze classificate
| Arbitro: | Joseph Verhoest |

|             |      |          |
| Nielsen (4) | c.p. | Marzella |

| Foix 28 maggio 2005 Play-off 2, andata | Andorra       | 30 – 20 | Svezia | \| Arbitro: \| Stefano Penné \| |
| Arbitro:                               | Stefano Penné |         |        |                                 |

| Paola 28 maggio 2005 Play-off 1, ritorno | Malta           | 28 – 18 | Danimarca | Corradino Sports Pavillon\| Arbitro: \| Stefano Marrama \| |
| Arbitro:                                 | Stefano Marrama |         |           |                                                            |

| Vänersborg 4 giugno 2005, ore 14 CEST Play-off 2, ritorno | Svezia        | 14 – 10 | Andorra | \| Arbitro: \| Jens Reinecke \| |
| Arbitro:                                                  | Jens Reinecke |         |         |                                 |

## 2ª divisione 2005-06
L'edizione 2005-06 della seconda divisione del campionato europeo funse anche da secondo turno di qualificazione europea alla Coppa del Mondo 2007.
Belgio, Moldavia e Paesi Bassi furono ammesse al girone "A" 2ª divisione 2006-08; Polonia, Croazia, Malta e Andorra furono ammesse al girone "B" della stessa competizione, e la Serbia e Montenegro fu retrocessa alla 3ª divisione 2006-08.
Spagna e Germania, vincitrici dei rispettivi gironi, furono ammessi allo spareggio promozione la cui vincente fu promossa alla 1ª divisione del biennio successivo e qualificata al penultimo turno europeo di qualificazione alla Coppa del Mondo 2007, mentre la squadra sconfitta avanzò alla seconda divisione gruppo "A" 2006-08.

### Girone A
| Data       | Incontro               | Risultato | Sede      |
| ---------- | ---------------------- | --------- | --------- |
| 29-10-2005 | Polonia ― Andorra      | 18–14     | Sopot     |
| 12-11-2005 | Spagna ― Polonia       | 68–12     | Madrid    |
| 12-11-2005 | Moldavia ― Paesi Bassi | 30–27     | Chișinău  |
| 19-11-2005 | Moldavia ― Spagna      | 7–40      | Chișinău  |
| 26-11-2005 | Paesi Bassi ― Andorra  | 51–0      | Amsterdam |
| 11-3-2006  | Andorra ― Spagna       | 0–31      | Andorra   |
| 8-4-2006   | Polonia ― Moldavia     | 13–27     | Sochaczew |
| 22-4-2006  | Paesi Bassi ― Polonia  | 22–20     | Amsterdam |
| 29-4-2006  | Spagna ― Paesi Bassi   | 24–13     | Madrid    |
| 6-5-2006   | Andorra ― Moldavia     | 16–23     | Andorra   |

|  | Classifica  | G | V | N | P | PF  | PS  | P±   | PT |
|  | ----------- | - | - | - | - | --- | --- | ---- | -- |
|  | Spagna      | 4 | 4 | 0 | 0 | 163 | 32  | +131 | 12 |
|  | Moldavia    | 4 | 3 | 0 | 1 | 87  | 96  | -9   | 10 |
|  | Paesi Bassi | 4 | 2 | 0 | 2 | 113 | 74  | +39  | 8  |
|  | Polonia     | 4 | 1 | 0 | 3 | 63  | 131 | -68  | 6  |
|  | Andorra     | 4 | 0 | 0 | 4 | 30  | 123 | -93  | 4  |

### Girone B
| Data       | Incontro                       | Risultato | Sede       |
| ---------- | ------------------------------ | --------- | ---------- |
| 8-10-2005  | Croazia ― Serbia e Montenegro  | 26–9      | Spalato    |
| 29-10-2005 | Belgio ― Croazia               | 26–20     | Bruxelles  |
| 29-10-2005 | Malta ― Germania               | 0–43      | Marsa      |
| 5-11-2005  | Serbia e Montenegro ― Malta    | 3–16      | Pančevo    |
| 11-11-2005 | Germania ― Serbia e Montenegro | 108–0     | Heidelberg |
| 8-4-2006   | Serbia e Montenegro ― Belgio   | 15–36     | Belgrado   |
| 15-4-2006  | Malta ― Croazia                | 26–15     | Marsa      |
| 22-4-2006  | Croazia ― Germania             | 15–25     | Zagabria   |
| 22-4-2006  | Belgio ― Malta                 | 24–0      | Bruxelles  |
| 29-4-2006  | Germania ― Belgio              | 33–15     | Hannover   |

|  | Classifica          | G | V | N | P | PF  | PS  | P±   | PT |
|  | ------------------- | - | - | - | - | --- | --- | ---- | -- |
|  | Germania            | 4 | 4 | 0 | 0 | 209 | 30  | +179 | 12 |
|  | Belgio              | 4 | 3 | 0 | 1 | 101 | 68  | +33  | 10 |
|  | Malta               | 4 | 2 | 0 | 2 | 42  | 85  | -43  | 8  |
|  | Croazia             | 4 | 1 | 0 | 3 | 76  | 86  | -10  | 6  |
|  | Serbia e Montenegro | 4 | 0 | 0 | 4 | 27  | 186 | -159 | 4  |

### Spareggio promozione
Il successo arrise alla Spagna che batté la Germania nel doppio confronto tra le vincitrici dei due gironi.
Il punteggio aggregato fu 42-28, frutto del 6-18 subìto dalla Spagna a Heidelberg nel primo dei due incontri e del 36-10 iberico al ritorno a Madrid.
| Arbitro: | Neil Ballard |

|                        |      |                         |
| Mohr 13’ M. Walger 65’ | mt   |                         |
| M. Franke 65’          | tr   |                         |
| M. Franke 53’, 75’     | c.p. | 15’ Roqué 80’ Kovalenko |

| Arbitro: | Franck Maciello |

|                                                 |      |               |
| Mota 4’ Zarzosa 23’ Sempere 50’, 80’ Canosa 77’ | mt   | 10’ K. Davies |
| Roqué 23’, 50’, 77’, 80’                        | tr   | 10’ Güngör    |
| Roqué 54’                                       | c.p. | 30’ Güngör    |

## 3ª divisione 2005-06
A tale divisione furono ascritte le quattro sconfitte della 3ª divisione 2004-05, le dieci retrocesse della 2ª divisione 2004-05 più Armenia, Azerbaigian e Grecia, neo iscritte alla FIRA-AER.
Le divisioni sono ordinate per merito, quindi prevedono meccanismi di retrocessione tra di esse.
La divisione 3.A fu formata dalle cinque migliori eliminate dal secondo turno di qualificazione alla Coppa del Mondo 2007; le altre eliminate, Bosnia ed Erzegovina e Israele, spareggiarono contro Armenia e Azerbaigian per decidere le squadre da assegnare rispettivamente alle divisioni 3.C e 3.D.
La Grecia partì dall'ultima divisione, la 3.D, insieme alla Finlandia.

### Spareggi divisione 3.B — 3.C

#### Primo turno
| Zenica 16 aprile 2005 | Bosnia ed Erzegovina | 36 – 17 | Azerbaigian |  |

| Baku 30 aprile 2005 | Azerbaigian | 11 – 8 | Bosnia ed Erzegovina |  |

| Erevan 7 maggio 2005 | Israele | 15 – 47 | Armenia |  |

| Erevan aprile 2005 | Armenia | 31 – 12 | Israele |  |

#### Secondo turno
| Esztergom 24 settembre 2005 | Ungheria | 56 – 9 | Bosnia ed Erzegovina |  |

| Lussemburgo 1º ottobre 2005 | Lussemburgo | 12 – 39 | Armenia |  |

#### Esito della divisione 3.A 2005-06
- Armenia e Ungheria: alla divisione 3.B
- Bosnia ed Erzegovina, Israele e Lussemburgo: alla divisione 3.C

### Divisione 3.A
| Data       | Incontro             | Risultato | Sede        |
| ---------- | -------------------- | --------- | ----------- |
| 5-11-2005  | Svezia ― Danimarca   | 16–4      | Helsingborg |
| 22-10-2005 | Lettonia ― Svezia    | 18–5      | Riga        |
| 26-11-2005 | Lettonia ― Svizzera  | 42–6      | Riga        |
| 3-12-2005  | Svizzera ― Danimarca | 8–7       | Avusy       |
| 1-4-2006   | Danimarca ― Lettonia | 0–8       | Odense      |
| 8-4-2006   | Danimarca ― Austria  | 13–5      | Fredericia  |
| 22-4-2006  | Svezia ― Svizzera    | 35–3      | Göteborg    |
| 29-4-2006  | Austria ― Svezia     | 3–11      | Vienna      |
| 6-5-2006   | Austria ― Svizzera   | 3–17      | Vienna      |
| 20-5-2006  | Lettonia ― Austria   | 18–7      | Riga        |

|  | Classifica | G | V | N | P | PF | PS | P±  | PT |
|  | ---------- | - | - | - | - | -- | -- | --- | -- |
|  | Lettonia   | 4 | 4 | 0 | 0 | 86 | 18 | +68 | 12 |
|  | Svezia     | 4 | 3 | 0 | 1 | 67 | 28 | +39 | 10 |
|  | Svizzera   | 4 | 1 | 0 | 3 | 34 | 87 | -53 | 8  |
|  | Danimarca  | 4 | 1 | 0 | 3 | 24 | 37 | -13 | 6  |
|  | Austria    | 4 | 1 | 0 | 3 | 18 | 59 | -41 | 4  |

### Divisione 3.B
| Data       | Incontro            | Risultato | Sede      |
| ---------- | ------------------- | --------- | --------- |
| 8-10-2005  | Slovenia ― Ungheria | 12–15     | Lubiana   |
| 29-10-2005 | Lituania ― Bulgaria | 65–12     | Vilna     |
| 12-11-2005 | Armenia ― Bulgaria  | 57–17     | Erevan    |
| 26-11-2005 | Bulgaria ― Slovenia | 27–14     | Sofia     |
| 22-4-2006  | Bulgaria ― Ungheria | 5–22      | Sofia     |
| 29-4-2006  | Ungheria ― Armenia  | 13–24     | Esztergom |
| 6-5-2006   | Slovenia ― Lituania | 22–0      | Lubiana   |
| 13-5-2006  | Armenia ― Slovenia  | 42–6      | Erevan    |
| 27-5-2006  | Ungheria ― Lituania | 17–23     | Budapest  |
| 4-6-2006   | Lituania ― Armenia  | 6–18      | Šiauliai  |

|  | Classifica | G | V | N | P | PF  | PS  | P±  | PT |
|  | ---------- | - | - | - | - | --- | --- | --- | -- |
|  | Armenia    | 4 | 4 | 0 | 0 | 141 | 42  | +99 | 12 |
|  | Ungheria   | 4 | 2 | 0 | 2 | 67  | 64  | +3  | 8  |
|  | Lituania   | 4 | 2 | 0 | 2 | 94  | 69  | +25 | 8  |
|  | Bulgaria   | 4 | 1 | 0 | 3 | 61  | 158 | -97 | 6  |
|  | Slovenia   | 4 | 1 | 0 | 3 | 54  | 84  | -30 | 6  |

#### Esito della divisione 3.B 2005-06
- Armenia: promossa alla divisione 3.A
- Slovenia: retrocessa alla divisione 3.C

### Divisione 3.C
| Data       | Incontro                           | Risultato | Sede        |
| ---------- | ---------------------------------- | --------- | ----------- |
| 29-10-2005 | Lussemburgo ― Israele              | 19–3      | Lussemburgo |
| 29-10-2005 | Norvegia ― Azerbaigian             | 43–3      | Oslo        |
| 12-11-2005 | Bosnia ed Erzegovina ― Lussemburgo | 7–20      | Zenica      |
| 12-11-2005 | Azerbaigian ― Israele              | 7–37      | Baku        |
| 26-11-2005 | Israele ― Norvegia                 | 15–17     | Tel Aviv    |
| 29-4-2006  | Azerbaigian ― Lussemburgo          | 3–31      | Baku        |
| 6-5-2006   | Lussemburgo ― Norvegia             | 8–25      | Lussemburgo |
| 6-5-2006   | Israele ― Bosnia ed Erzegovina     | 42–9      | Netanya     |
| 14-5-2006  | Bosnia ed Erzegovina ― Azerbaigian | 28–7      | Zenica      |
| 3-6-2005   | Norvegia ― Bosnia ed Erzegovina    | 35–23     | Stavanger   |

|  | Classifica           | G | V | N | P | PF  | PS  | P±   | PT |
|  | -------------------- | - | - | - | - | --- | --- | ---- | -- |
|  | Norvegia             | 4 | 4 | 0 | 0 | 120 | 49  | +71  | 12 |
|  | Lussemburgo          | 4 | 3 | 0 | 1 | 78  | 38  | +40  | 10 |
|  | Israele              | 4 | 2 | 0 | 2 | 97  | 52  | +45  | 8  |
|  | Bosnia ed Erzegovina | 4 | 1 | 0 | 3 | 67  | 104 | -37  | 6  |
|  | Azerbaigian          | 4 | 0 | 0 | 4 | 20  | 139 | -119 | 4  |

#### Esito della divisione 3.C 2005-06
- Norvegia: promossa alla divisione 3.B
- Azerbaigian: retrocesso alla divisione 3.D

### Divisione 3.D
| Data      | Incontro           | Risultato | Sede     |
| --------- | ------------------ | --------- | -------- |
| 14-5-2006 | Grecia - Finlandia | 12-17     | Atene    |
| 28-5-2006 | Finlandia - Grecia | 27-0      | Helsinki |

|  | Classifica | G | V | N | P | PF | PS | P±  | PT |
|  | ---------- | - | - | - | - | -- | -- | --- | -- |
|  | Finlandia  | 2 | 2 | 0 | 0 | 44 | 12 | +32 | 6  |
|  | Grecia     | 2 | 0 | 0 | 2 | 12 | 44 | -32 | 2  |

#### Esito della divisione 3.D 2005-06
- Finlandia: promossa alla divisione 3.C